# عكرمة (اسم)
عكرمة هو اسم علم مذكر من أصل عربي، ومعناه هو الحمامة الأنثى مع أن التسمية للذكر، وهو اسم عكرمة بن أبي جهل  أحد الصحابة (ت 13هـ).

## شخصيات تحمل الاسم
- عكرمة البربري (القرن 7 – 723)
- عكرمة بن أبي جهل (598 – 636)
- عكرمة بن عمار (تابعي، وأحد رواة الحديث النبوي، – 775)
- عكرمة صبري (1939 – )

## وصلات خارجية
- موسوعة السلطان قابوس لأسماء العرب نسخة محفوظة 5 أبريل 2019 على موقع واي باك مشين.